# Pommelheide

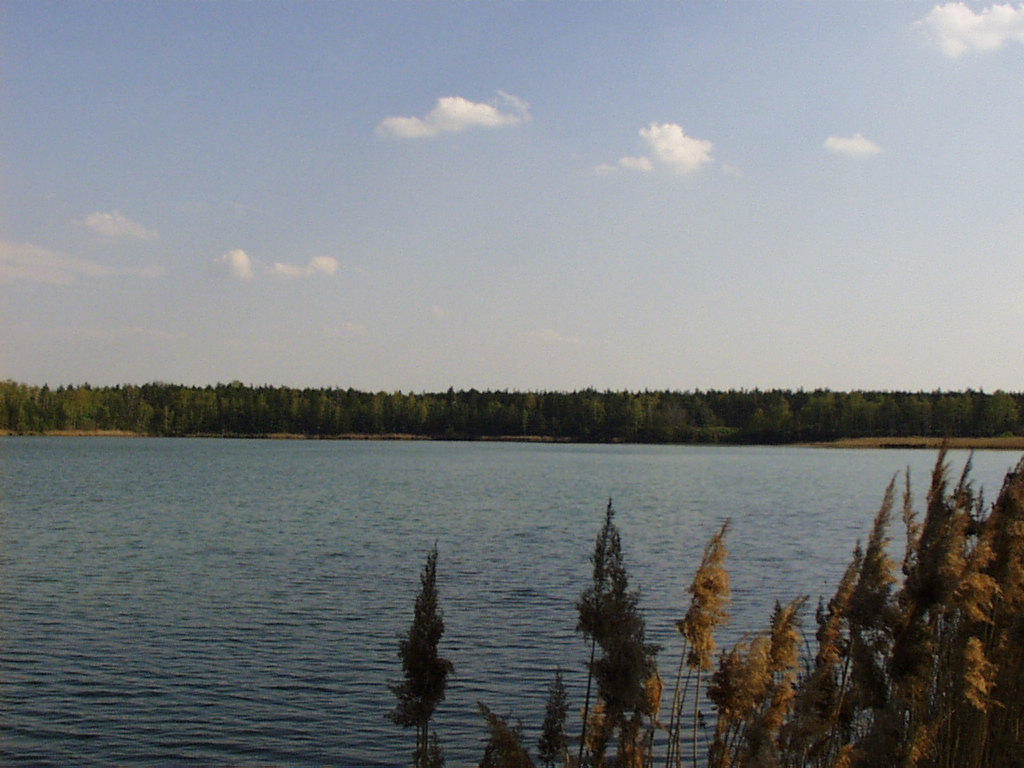
Ferdinandsteich in der Schwarzheider Pommelheide.

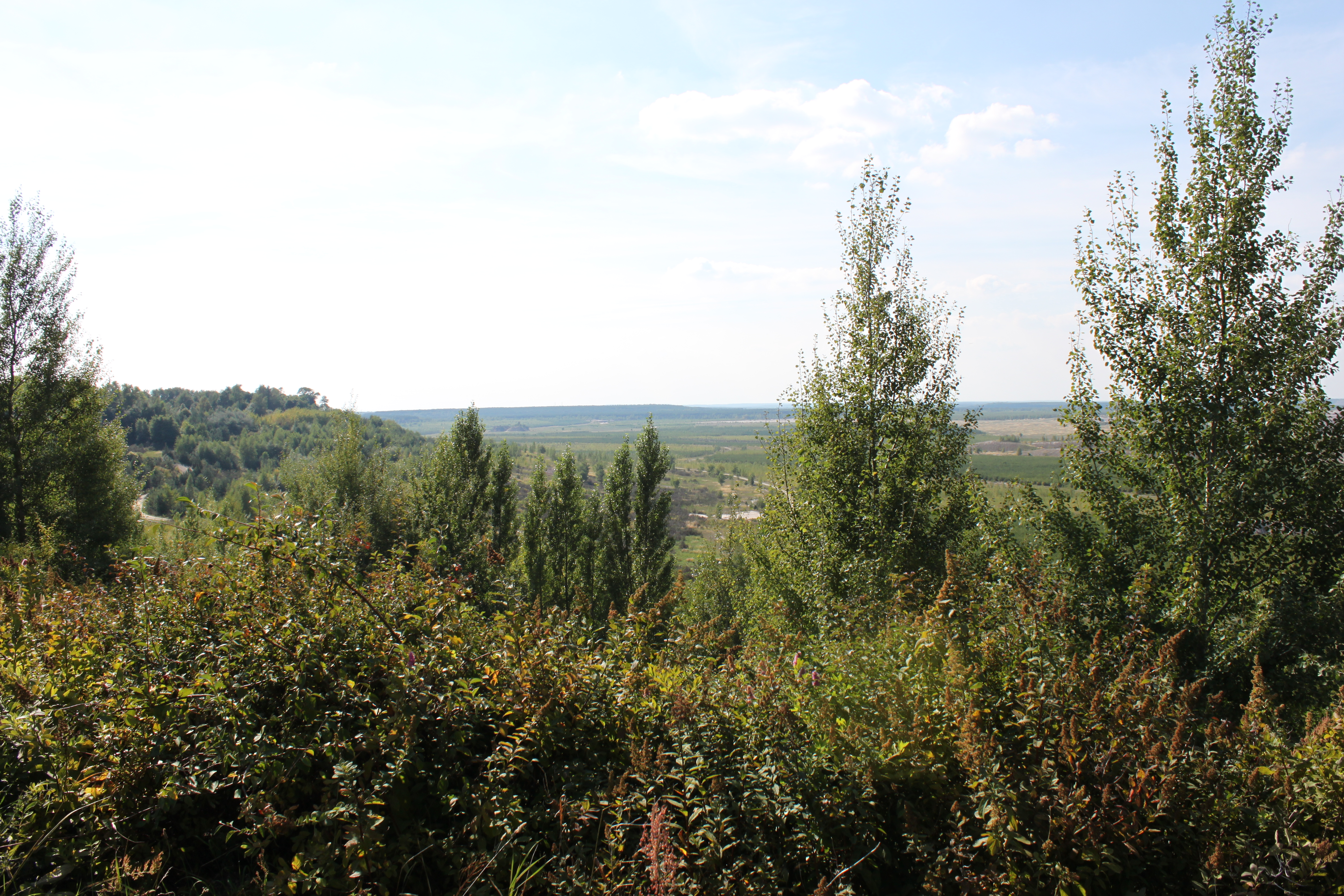
Pommelheide um Kostebrau heute.

Die Pommelheide war eine Talsohle zwischen der Ober- und Niederlausitz, sie erstreckte sich um die Ortschaften Zschornegosda (heute: Schwarzheide-West), Bockwitz (heute: Lauchhammer-Ost), Costebrau-Friedrichsthal und Römerkeller (ehemalige Ortsteile von Kostebrau). Im Zuge des Braunkohlebergbaus wurde ihre natürliche Landschaftsstruktur weitgehend zerstört und vernichtet. Lediglich ein kleines Waldstück um den Schwarzheider Ferdinandsteich ist noch in seiner ursprünglichen Form erhalten, das Bild der übrigen Pommelheide zeichnet heute eine Tagebaufolgelandschaft mit Abraumhalden und Tagebaurestlöchern.

## Geschichte

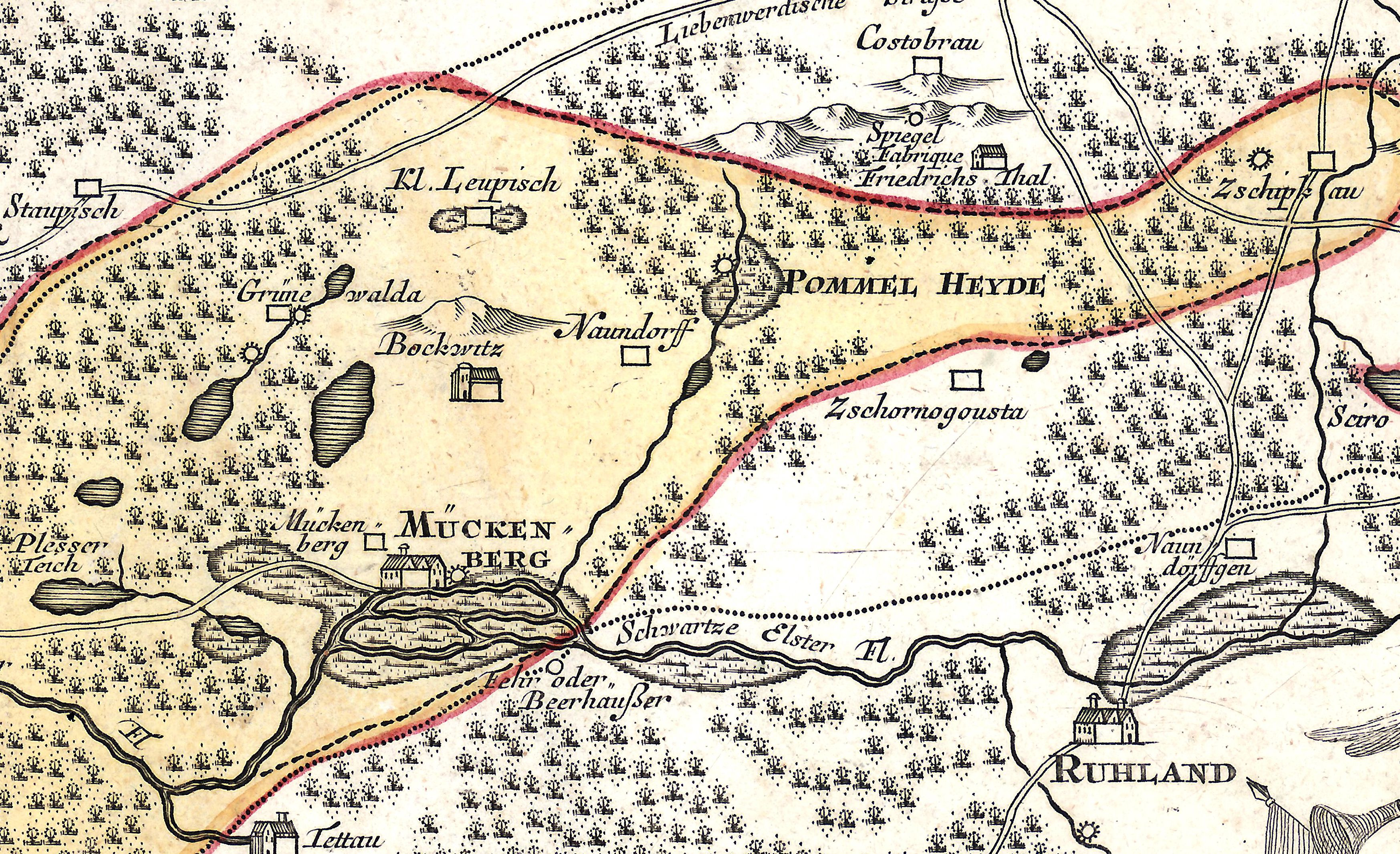
Historische Karte (1730)

Um 1600 gehörten die Pommelheide und der Ort Zschipkau dem böhmisch-sächsischen Adelshaus „von Schleinitz“ auf Saathain. Der Eigener Wolf Dietrich von Schleinitz verpachtete seinerzeit die Pommelheide dem sächsischen Kurfürsten als Jagdrevier. Bis 1861 war sie eine Exklave der Herrschaft Mückenberg und gehörte bis ins Jahr 1918 zum sächsisch königlichen Grünhauser Forst des meißnerischen Amtes Hayn und bis zum Beginn der ersten Devastierungen im Jahr 1928 zum preußischen Staatsforst. Die dort lebenden Menschen waren sehr ursprünglich und sorbisch geprägt, sie lebten hauptsächlich von der Fischerei, dem Glasmacher- und dem Mühlenhandwerk. Das Einzugsgebiet war in seinem Ursprung ein Feuchtwaldgebiet mit vielen Bachläufen, Sümpfen, Teichen und Biberdämmen und von unzähligen Mooren und Kiesdünen durchzogen. Neben dem Fischotter und Biber waren vor allem Rot- und Schwarzwild sowie Kiebitz und Graureiher beheimatet.

## Orte und Plätze in der Pommelheide

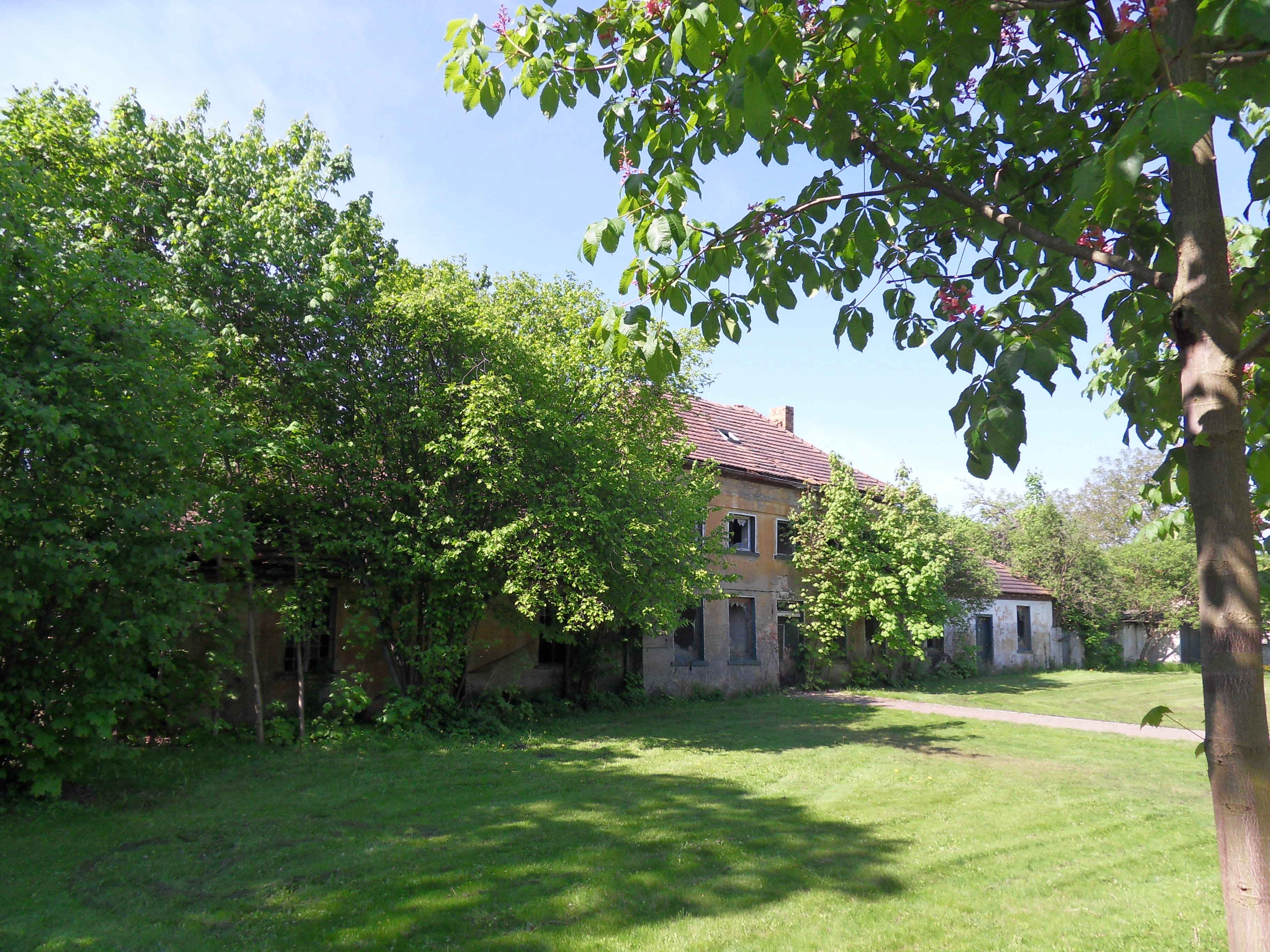
Das einstige Forstamt
(Schloss Mückenberg)

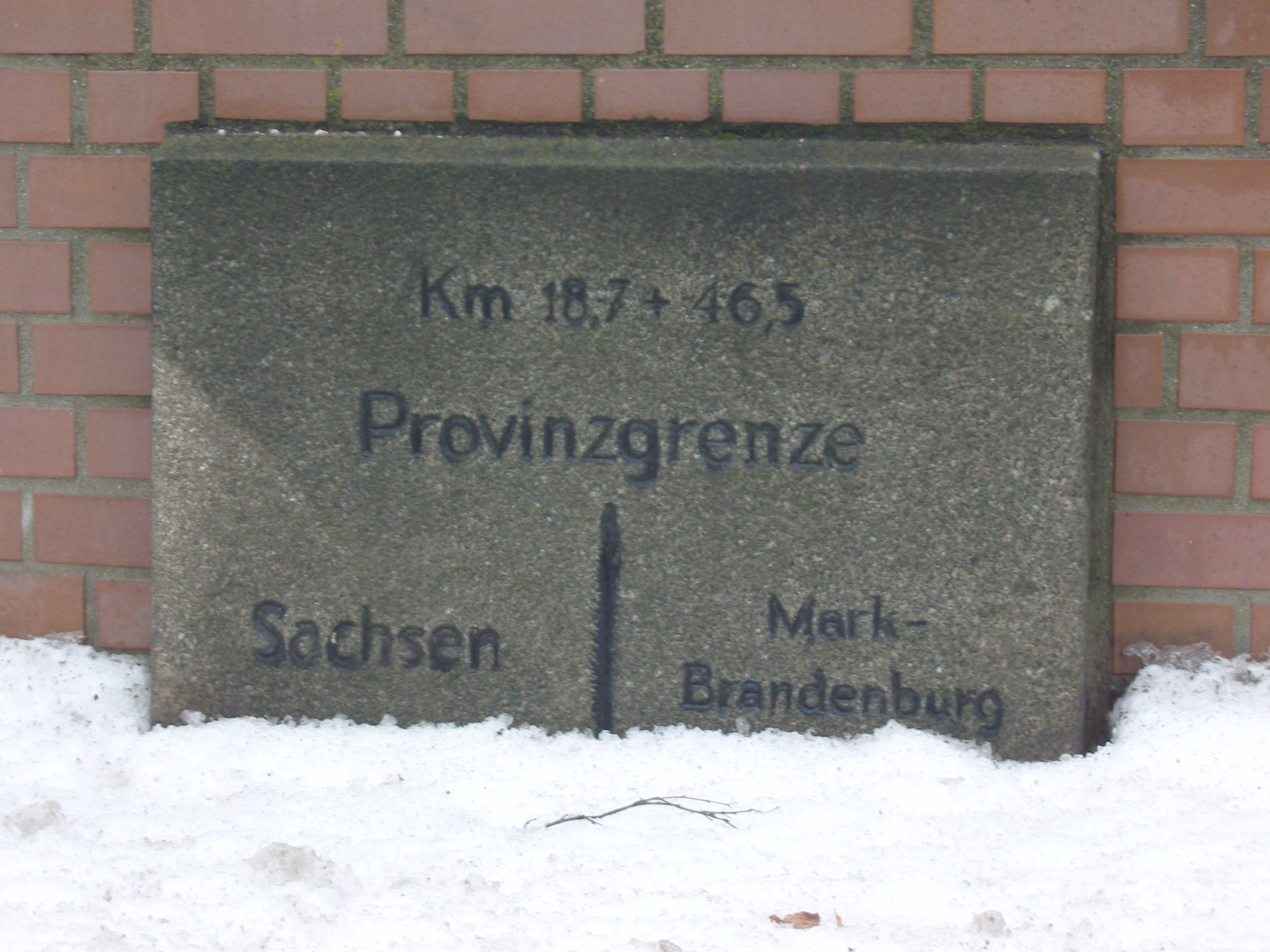
Alter sächsisch-brandenburgischer Grenzstein an der früheren Schipkau-Finsterwalder Eisenbahn zwischen Bockwitz und Costebrau-Friedrichsthal.

| Deutsch                 | Sorbisch              | Bemerkung                                                 |
| ----------------------- | --------------------- | --------------------------------------------------------- |
| Bram-Berge              |                       | abgebaggert                                               |
| Bockwitz                | Bukowc                | seit 20. Juli 1950 Lauchhammer-Mitte                      |
| Bockwitzer See          | Bukowcański jazor     | abgebaggert                                               |
| Costebrau               | Kósćerjow             | seit 6. Dezember 1993 Lauchhammer-Ost                     |
| Friedrichsthal          |                       | abgebaggert                                               |
| Kleine Leipischer Heide | Ljub                  | abgebaggert                                               |
| Lauchteich              | Ług                   | abgebaggert                                               |
| Mittelhammer            | Železarnje            | abgebaggert                                               |
| Naundorf                | Wjesko                | seit 20. Juli 1950 Lauchhammer-Ost                        |
| Oberhammer              |                       | seit 20. Juli 1950 Lauchhammer-Ost, teilweise abgebaggert |
| Pechhütte               | Smólnica              | abgebaggert                                               |
| Pößnitzbach             | Pěsnicańska tšuga     | abgebaggert                                               |
| Römerkeller             |                       | abgebaggert                                               |
| Sieggraben              |                       | abgebaggert                                               |
| Unterhammer             |                       | seit 20. Juli 1950 Lauchhammer-Süd, teilweise abgebaggert |
| Wandelhof               |                       | seit 1. Oktober 1936 Schwarzheide-West                    |
| Wischgrund              | Wěška                 | abgebaggert                                               |
| Zschornegosda           | Čorny Gózd Carny Gózd | seit 1. Oktober 1936 Schwarzheide-West                    |